# Exetastes tomentosus
Exetastes tomentosus är en stekelart som först beskrevs av Johann Ludwig Christian Gravenhorst 1829.  Exetastes tomentosus ingår i släktet Exetastes och familjen brokparasitsteklar. Arten är reproducerande i Sverige. Inga underarter finns listade i Catalogue of Life.